# Татарський Малояз
Тата́рський Малоя́з (рос. Татарський Малояз, башк. Татар Малаяҙ) — село у складі Салаватського району Башкортостану, Росія. Адміністративний центр Малоязівської сільської ради.
Населення — 586 осіб (2010; 602 в 2002).
Національний склад:
- татари — 62 %
- башкири — 33 %